# Hulta, Örby socken
Hulta är en ort i Örby socken i Marks kommun i Västergötland, 2 kilometer öster om Berghem. SCB klassade orten som småort 1990. År 1995 definierade SCB en annan småort med namnet Hulta i Marks kommun.